# Egaalvlakbladroller
De egaalvlakbladroller (Grapholita gemmiferana) is een vlinder uit de familie van de bladrollers (Tortricidae). De wetenschappelijke naam is gepubliceerd in 1835 door Treitschke.
De soort komt voor in Europa.